# 3090 Tjossem
3090 Tjossem este un asteroid din centura principală, descoperit pe 4 ianuarie 1982, de James Gibson.